# Ezio Lucarelli
Ezio Lucarelli (Cori, 2 luglio 1945 – Milano, 26 novembre 1980) è stato un carabiniere italiano.

## Biografia
Lucarelli, nato a Cori, in provincia di Latina il 2 luglio 1945, fu ucciso il 26 novembre del 1980 da due esponenti dei NAR, mentre stava compiendo una perquisizione, insieme al collega Giuseppe Palermo, in una carrozzeria nel quartiere di Lambrate, nell’ambito di un’indagine per sequestro di persona.

## Riconoscimenti
A Milano, città in cui il carabiniere fu ucciso, il giorno 26 novembre 2012, è stato a lui intitolato un giardino pubblico situato tra via Feltre e via Rombon nel corso di una cerimonia cui hanno presenziato tra gli altri il sindaco di Milano Giuliano Pisapia, il comandante interregionale “Pastrengo” Gen. Antonio Girone, il sindaco di Cori Tommaso Conti e Antonio Iosa dell’Associazione italiana vittime del terrorismo.